# 阮進兼
阮進兼（越南语：／；1874年—？年），越南阮朝官員。

## 生平
阮進兼是河靜省奇英縣馴象社（今屬河靜省奇英縣奇北社馴象村）人，嗣德二十七年（1874年）出生。維新三年（1909年），參加乂安場鄉試，考中舉人。次年（1910年），會試中格，庭試考中副榜。後任學部行走、侍讀充兼修書院。